# Final del individual masculino del Abierto de Australia 2009
La Final del individual masculino del Abierto de Australia 2009 fue el partido de tenis disputado en la ronda final del torneo masculino de Australia 2009 entre Roger Federer y Rafael Nadal, cabe mencionar que esta final fue disputada entre los dos mejores jugadores del mundo durante gran parte de los cuatro años anteriores, Rafael Nadal y Roger Federer, ocupando el primer y segundo lugar respectivamente. Fue su séptimo (de nueve) enfrentamiento en una final de Grand Slam, pero su primera fuera de Roland Garros o Wimbledon, su enfrentamiento más reciente en una final de Grand Slam fue en el Abierto de Australia 2017. Esta fue la primera final de Grand Slam en pista dura de Rafael Nadal, mientras que fue la novena de Roger Federer y en ese momento aún no había perdido una final de Grand Slam en pista dura.
Nadal derrotó a Federer en cinco sets en 4 horas y 23 minutos, el partido terminó después de la medianoche, así se convirtió en el primer español, hombre o mujer, en ganar el Abierto de Australia. El partido fue elogiado como uno de los mejores en el Abierto de Australia, y se produjo siete meses después de que disputarán la Final de Wimbledon 2008, un partido ampliamente considerado como el mejor partido de tenis de la historia.

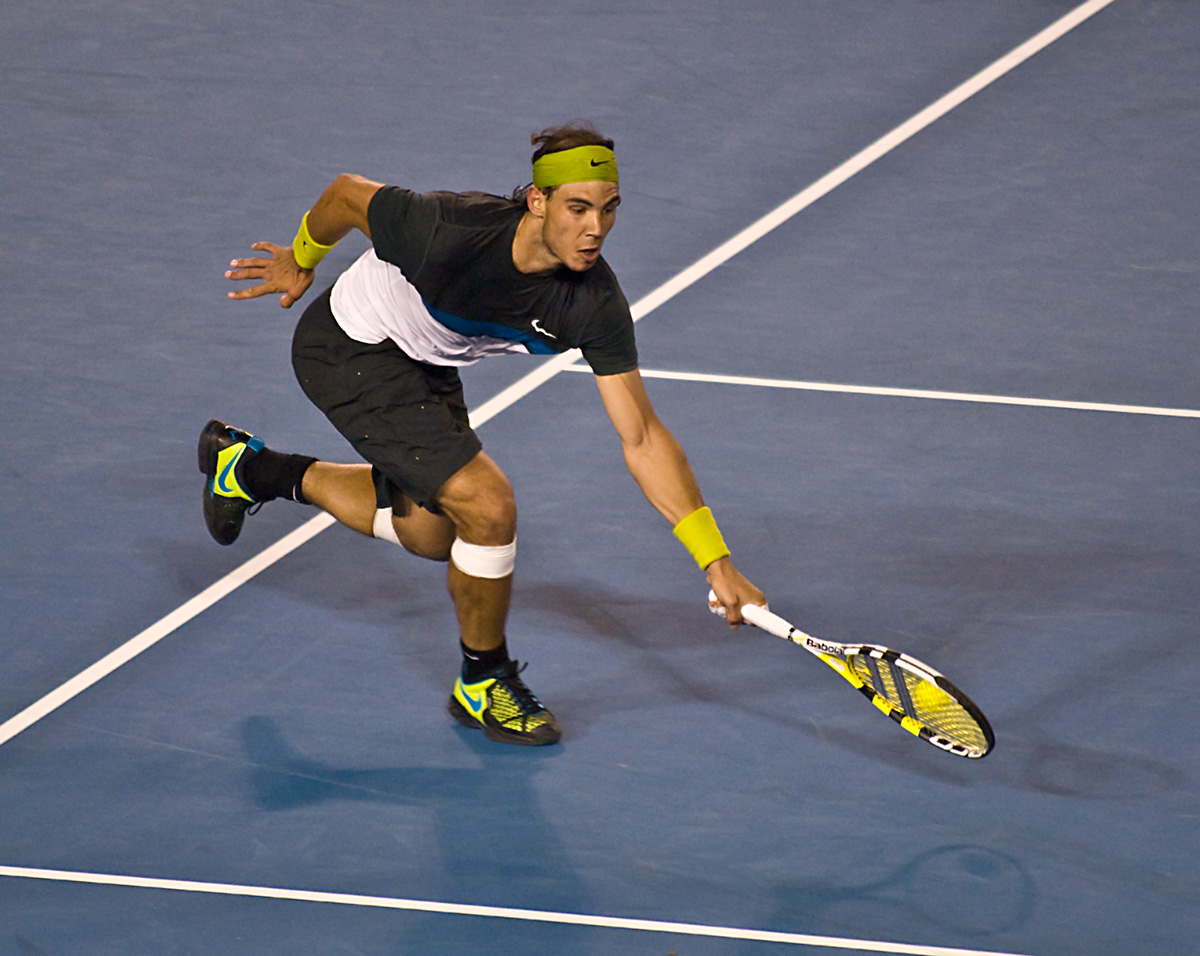
Nadal durante la final de Australia.

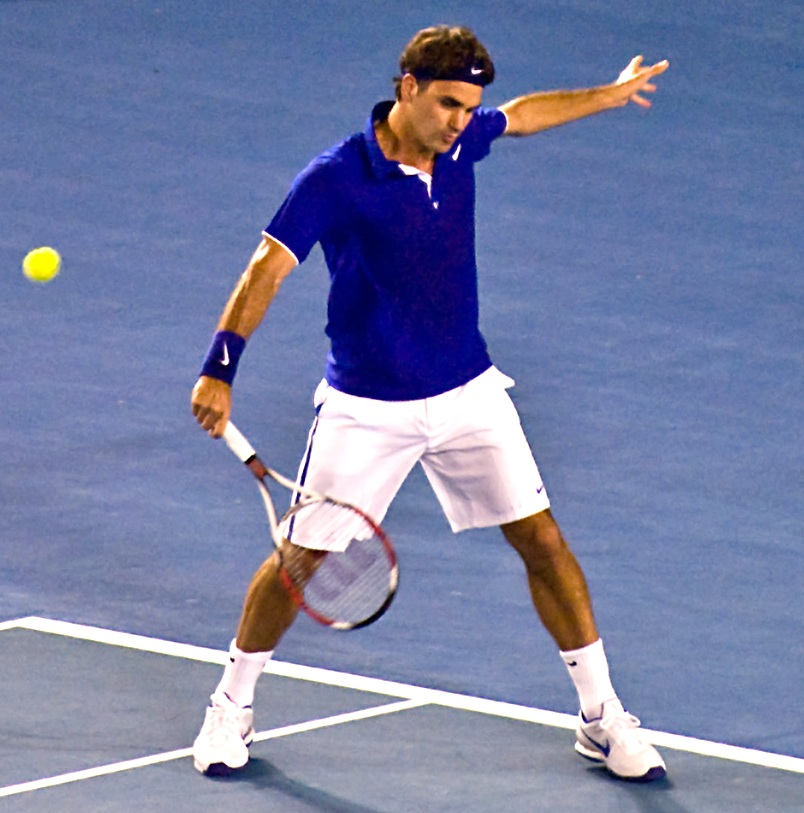
Federer durante la final de Australia.

## Partido
Pascal Maria fue el juez de silla del partido. Rafael Nadal ganó el sorteo y eligió comenzar recibiendo.

### Primer set
Federer comenzó sacando el partido e inmediatamente le regaló un break a Nadal con una doble falta y tres errores no forzados. En el segundo game, Federer se adelantó con un 15-30 después de un ganador de derecha. Nadal luego salvó un break point tras un gran saque. Federer obtuvo un segundo punto de quiebre después de tres deuces, pero no lo convirtió después de un error de revés. Luego obtuvo un tercer break point tras una derecha larga de Nadal. El juego duró diez minutos antes de que Federer quebrará el servicio de Nadal con un ganador de derecha para nivelar el primer set en 1-1. Federer mantuvo el servicio con otro tiro ganador de derecha para ponerse a 2-1 arriba. Nadal sostuvo cómodamente su servicio para nivelar 2 a 2. En el quinto game iban 30-30, Nadal pego un golpe de derecha que había sido buena según el juez de silla, ante las dudas, el suizo pidió un challenge y la revisión del ojo de halcón mostró que fue out la pelota, quedando Federer 40-30 a favor, en lugar de un punto de quiebre para Nadal. Federer mantuvo su servicio para seguir arriba 3-2.
Con 3-2 en el servicio de Nadal, Federer llegó a 30 iguales después de que Nadal desafiará sin éxito su propio golpe de derecha que fue ancha aproximadamente un milímetro. Federer logró otro winner en el próximo rally para generar otro punto de quiebre. Con 30-40, Federer logró una devolución espectacular para quebrarle el servicio a Nadal por segunda vez y lograr una ventaja de 4-2. En el séptimo juego, Federer no pudo consolidar el break, Nadal logró un tremendo revés cruzado para tener un punto de quiebre en el que Federer cometió una doble falta para darle el segundo break a Nadal. De vuelta al servicio, Federer llegó a estar 30 iguales en el octavo juego, pero Nadal aguantó y mantuvo su servicio para nivelar a 4 iguales. El primer parcial se fue a un 5-5 donde Nadal quebró a Federer por tercera vez en el set con un passing shot para adelantarse 6-5 y saque, para terminar ganando el primer set por 7-5. El set duró 57 minutos y vio un ritmo salvaje de juego con muchos rallies largos. Federer estaba sirviendo a un nivel por debajo de lo normal, lo que le dio a Nadal una pequeña ventaja.

### Segundo set
El segundo set vio el mismo nivel, Nadal siguió implacablemente dirigiendo sus golpes el revés de Federer para que este cometiera errores. El set permaneció igualado hasta el 2-2, ahí Nadal quebró el saque de Federer para ponerse arriba 3-2 y servicio. El porcentaje de primer servicio de Federer se redujo a solo un 32% en este punto. Con el servicio no estando en un buen día, Federer comenzó a jugar más agresivo desde la línea de fondo para complicar a Nadal, poniéndolo constantemente a la defensiva. Con una ventaja de 3-2, Nadal cometió su primera doble falta del partido. En el 30 iguales, Nadal cometió dos errores no forzados para darle un break a Federer y nivelar el set en 3-3. A partir de ahí, Federer levantó su nivel y mantuvo el servicio quedando 4-3 arriba.
El octavo game fue un juego largo y agotador, Nadal se encontraba 15-40 abajo con su servicio. Salvó el primer punto de quiebre después de un rally y salvó el segundo con un excelente servicio. Federer obtuvo la ventaja en el iguales pero Nadal salvó el tercer punto de quiebre con un ace. Federer obtuvo un cuarto punto de quiebre defendiéndose muy bien desde el fondo que Nadal salvó con una dejada. Federer siguió agresivo y lo un nuevo AV-40 con un tiro ganador de revés durante el próximo rally. Finalmente quebró el servicio de Nadal en su quinto punto de quiebre del game para obtener una ventaja de 5-3. Posteriormente, Federer sirvió el set para set llevándoselo por 6-3 tras ganar cuatro puntos seguidos. Federer volvió al juego desde la línea de base y ganó el segundo set a pesar de tener un porcentaje de primer servicio de solo 37%.

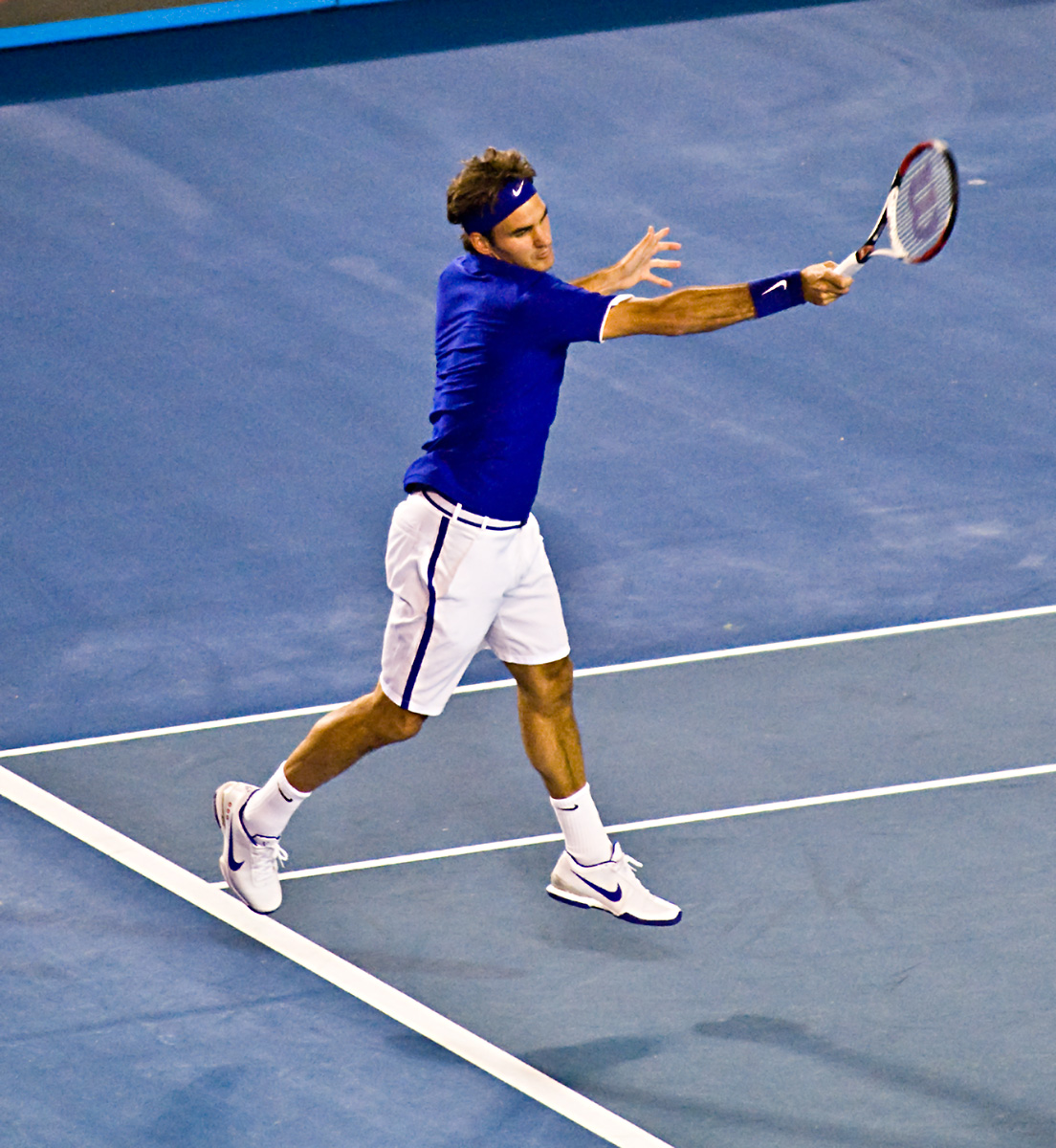
Roger Federer ganó cuatro games seguidos para ganar el segundo set y empatar el partido.

### Tercer set
Durante el tercer set, continuaron los rallies largos, puntos espectaculares, y sobre todo buen tenis, ambos mantuvieron el servicio hasta el 3-2 cuando Nadal obtuvo el primer punto de quiebre del set. Federer lo salvó después de un gran saque y derecha para llegar al iguales y posteriormente mantener su servicio. Con 3-3, Federer obtuvo una pequeña ventaja de 15-30 hasta que cometió 3 errores no forzados para que así Nadal siga liderando 4-3. Federer se llevó relativamente fácil su servicio para empatar a 4 iguales. Luego, Nadal pidió tiempo médico para que el preparador físico le masajeara el muslo derecho y el partido se retrasó. Después que se reanudó el partido, Federer mantuvo su juego agresivo para tener un 0-40 y generar tres oportunidades de break. Dos fueron salvadas por parte de dos brutales winners de Nadal, y en el 30-40, Federer cometió un error no forzado que hizo que todo quedará en iguales, Nadal logró un ace y así se mantuvo adelante 5-4. Federer ganó cómodamente su saque para empatar 5-5.
En el undécimo game, Nadal que nuevamente abajo en su servicio con un 15-40. Federer golpeó una derecha que se fue larga en el 30-40 y así Nadal salvó ambos breaks points y llegar al iguales. La pelota fue claramente ancha, pero Federer pidió estratégicamente el ojo de halcón para intentar desconcentrar a Nadal. Luego, Nadal perdió el siguiente punto en el 40 iguales, así que también pidió el ojo de halcón estratégicamente en vano. Así Federer ganó otro punto de quiebre después del fallo, su sexta oportunidad de quiebre en el set. El cual Nadal salvo con un tiro ganador de drive cruzado y posteriormente mantuvo su saque para mantenerse 6-5 adelante. Nadal luchó arduamente en el próximo game para romper el saque de Federer, el suizo salvó un punto de set y necesitó tres deuces para finalmente sostener su servicio e igualar 6-6. En la muerte súbita iba 3 iguales hasta que Federer erró una derecha dándole un minibreak a Nadal, posteriormente género dos winners para adelantarse 6-3 y tener 3 set points. Federer cometió una doble falta y así Nadal se adelantó dos sets a uno por 7-3 en la muerte súbita en un tercer set que duró 78 minutos.

### Cuarto set
Federer comenzó ganando rápidamente su saque para ponerse 1-0 arriba. Un ganador de revés de Federer y un error de Nadal establecieron dos puntos de quiebre en el próximo juego. Con un golpe de derecha logró quebrar para ponerse 2-0 arriba sobre Nadal. En el tercer juego, Nadal logró dos winners de derecha para posteriormente devolver el quiebre. Federer mostró una explosión emocional tras perder el break de ventaja lanzando una pelota en los tableros publicitarios. Luego Nadal sostuvo su servicio para igualar 2-2. El siguiente juego fue otro game largo, Federer quedó con un doble break point en contra al quedar 15-40 abajo, gracias a un gran servicio logró salvar el primero y después un tiro de Nadal se fue largo. Después de otra larga disputa, Federer salvó un nuevo break point con un ganador de revés.
Siguieron luchando de manera titánica, Federer obtuvo Advantage (Adv-40), pero la perdió después de otro brutal rallie. Federer perdió otro Adv con una doble falta. En el tercer iguales, Nada logró un nuevo break point con un winner de derecha. Federer trató de salvarlo con una dejada, a la que Nadal respondió con una contradejada que se fue ancha por centímetros para mantener vivo a Federer en el game. Otro largo intercambio de golpes dejó a Nadal con un 4.º break point en el juego, el cual Federer salvó con un ace, y luego salvó un 5.º punto de quiebre con un ganador de derecha. Después del séptimo iguales, Federer mantuvo el servicio para ponerse 3-2 adelante, en el sexto game Federer logró quebrar el saque de Nadal y tras confirmar su servicio se puso 5-2 arriba, luego Nadal ganó su saque poniéndose 3-5 abajo, en el noveno game Federer sirvió 15 iguales, pero pareció cometer una doble falta. Federer pidió challenge y vio que la pelota apenas toco la línea, por lo que se repitió el punto, en lugar de 15-30 a favor Nadal. Así Federer ganó los siguientes 3 puntos y ganó el cuarto set 6-3.

### Quinto set
Nadal comenzó abriendo el quinto set con su servicio ganando cómodamente el primer game, luego Federer igualó 1-1 ganando su servicio pero mostrando signos de agotamiento, después Nadal ganó fácilmente su servicio de nuevo para estar 2-1 arriba. A partir de ahí, Federer estuvo 30-0 en el cuarto game, pero cometió 2 errores de revés y 2 dobles faltas que permitieron que Nadal quebrará para ponerse 3-1 arriba. Después de la notable embestida de Nadal empleando bolas altas y pesadas con su drive al revés de Federer  durante la mayor parte de las cuatro horas del encuentro, finalmente quebró cuando el reloj dio la medianoche en Melbourne. Con 3-1 arriba y servicio, Nadal logró una ventaja de 40-0, pero Federer ganó los siguientes 2 puntos para quedar 40-30 abajo, pero Nadal mantuvo el control para mantenerse por delante 4-1. Federer luego ganó su servicio en blanco para quedar 2-4 abajo y restando. En el séptimo game, Federer perdió el juego con otro error de revés y Nadal quedó arriba por 5-2.
En el octavo game del quinto, Federer para seguir vivo en el partido, pero cometió una doble falta cuando iba 0-15 abajo y así Nadal quedaba a dos puntos de la victoria. Con 15-40, Federer salvó un punto de campeonato con un buen servicio. En el 30-40, Federer salvó el segundo Championship point después de un largo rallie que terminó con un error de Nadal. En el iguales, Nadal logró un tercer punto de campeonato tras un nuevo largo rally que el balear finalizó con un tiro ganador de revés cruzado. En el último punto se produjo un último rally que vio a Federer correr alrededor de su revés tres veces para golpear un golpe de derecha. El partido finalmente llegó a su fin luego que el drive final de Federer se fuera ancha por mucho. El partido terminó cerca de las 12:14 AM (hora australiana) cuando Nadal se tumbó en la cancha incrédulo de haber ganado el Abierto de Australia.

## Estadísticas

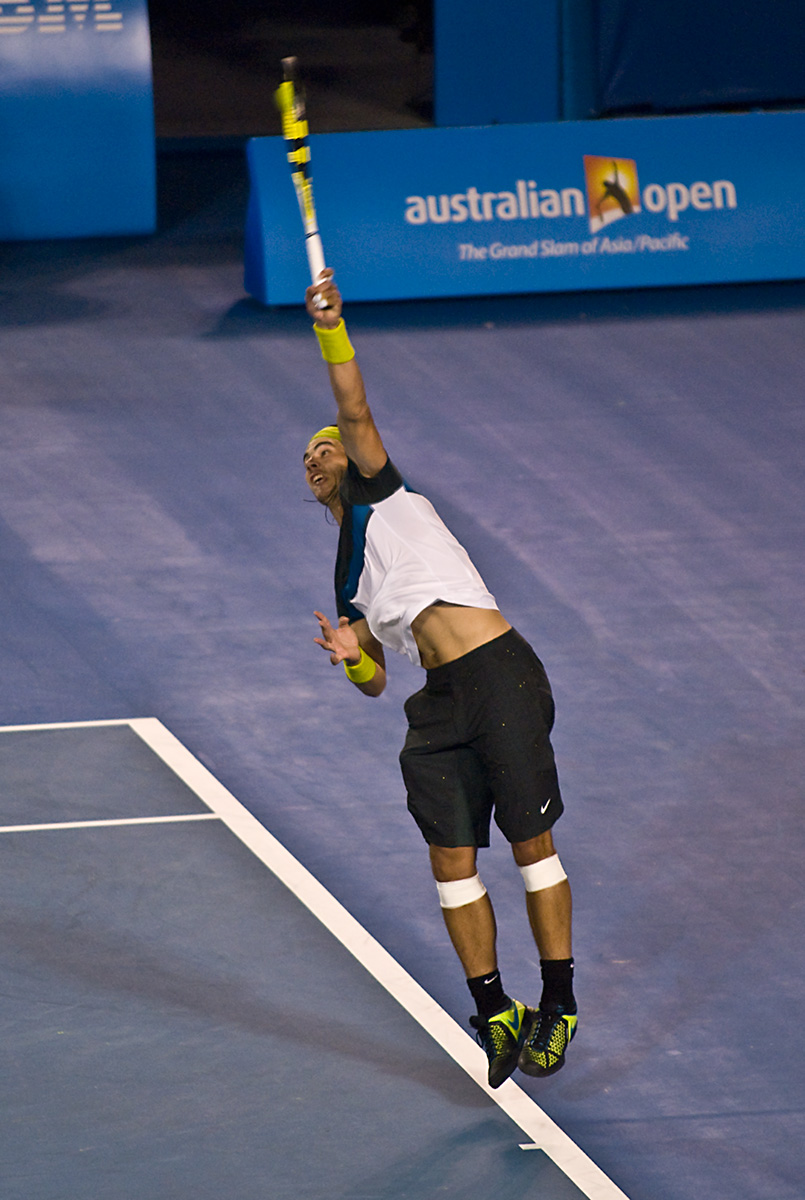
Rafael Nadal sacando durante el partido.

Las estadísticas del partido fueron muy similares a las de la final de Wimbledon 2008, con Federer con un porcentaje de primer servicio más bajo que Nadal (51% en comparación con el 64%) y nuevamente no fue tan efectivo en las oportunidades de puntos de quiebre con solo el 31% de break points convertidos para Federer, mientras que Nadal convirtió el 43% de sus puntos de quiebre. Sin embargo, los puntos totales de ambos jugadores resultaron aún más empatados que en la final de Wimbledon antes mencionada, ya que Federer ganó un punto más que Nadal (174 a 173) y aun así perdió esta final.
| Categoría                         | Federer       | Nadal         |
| --------------------------------- | ------------- | ------------- |
| 1° servicio (%)                   | 89/172 (51%)  | 112/175 (64%) |
| pts ganados con el 1° servicio    | 65/89 (73%)   | 74/112 (66%)  |
| pts ganados con el 2° servicio    | 38/83 (45%)   | 30/63 (47%)   |
| Total pts ganados con el servicio | 103/172 (60%) | 104/175 (59%) |
| Aces                              | 11            | 4             |
| Doble faltas                      | 6             | 4             |
| Ganadores                         | 71            | 50            |
| Errores no forzados               | 64            | 41            |
| Ganadores-ENF                     | +7            | +9            |
| Subidas a la red                  | 43/60 (72%)   | 15/26 (58%)   |
| Break point                       | 6/19 (31%)    | 7/16 (43%)    |
| pts ganados restando              | 71/175 (41%)  | 69/172 (40%)  |
| Total pts ganados                 | 174           | 173           |

## Significado
Fue un partido de gran importancia para Roger Federer, quien tuvo la oportunidad de igualar el récord histórico de Grand Slams ganado, que en ese momento tenía catorce años y pertenecía a Pete Sampras (con 14 Grand Slam justamente). Federer al mismo tiempo podría haber igualado el récord en la Era abierta de más títulos en el Abierto de Australia con cuatro a Andre Agassi (el récord fue batido tiempo después por Novak Djokovic con siete títulos del Abierto de Australia). Además, Federer llegó a la final con un récord de 8-0 en finales de Grand Slam en pista dura. La derrota hizo que Federer no pudiera igualar ambos récords. La derrota provocó dudas de forma inmediata por parte de algunos analistas que creían que Federer nunca podría igualar el récord de Sampras. Sin embargo, Federer pasaría a igualar ambos registros dentro de los siguientes doce meses después de la derrota. Federer regresó al año siguiente y reclamó el título del Abierto de Australia, ganando su decimosexto major y cuarto título en Melbourne.
Como resultado de la victoria de Rafael Nadal, estableció sus propios récords al haber tres de los cuatro Grand Slam al mismo tiempo por primera vez en su carrera. Al ganar esta final, fue la sexta victoria en Grand Slam de Nadal y la primera en Hard. También se convirtió en el primer hombre en la Era Open en lograr tres títulos de Grand Slam en tres superficies diferentes al mismo tiempo, además de ganar la medalla de oro en los Juegos Olímpicos de Pekín 2008. Este título del Abierto de Australia para Nadal sigue siendo especialmente importante, ya que es su única victoria en Melbourne hasta la fecha, que es una pieza esencial de su Career Grand Slam. Nadal regresó a otras cuatro finales del Abierto de Australia en 2012, 2014, 2017, y 2019 pero aún no ha ganado nuevamente para reclamar un segundo título del Abierto de Australia que también vería a Nadal convertirse en el primer hombre en la Era Abierta en lograr un doblete de Grand Slam ganando cada una de los Grand Slam al menos dos veces en individuales masculinos.
La derrota hizo llorar a Federer durante la premiación. Después de la final, el analista de tenis Bud Collins propuso que Federer nunca ganaría otro Grand Slam mientras Nadal jugara tenis. Durante años esto fue parcialmente cierto en el sentido de que Federer ganó cuatro Grand Slam desde esta final, pero no había logrado vencer a Nadal en ninguno de su posteriores tres enfrentamientos en Grand Slam. Federer perdió contra Nadal una vez más en la final de Roland Garros 2011 y perdió dos veces más en las semifinales del Abierto de Australia en 2012 y 2014. No sería hasta el Abierto de Australia de 2017 donde los dos se enfrentarían nuevamente en una final de Grand Slam, terminando en victoria de cinco sets de Federer, de 35 años de edad, que se llevó su décimo octavo título de Grand Slam y posteriormente estableció nuevos récords en el tenis.
Hasta su victoria en la Final del Abierto de Australia 2017, Federer no había logrado vencer a Nadal en un Grand Slam desde la final de Wimbledon 2007 y muchos analistas señalaron la final del Abierto de Australia 2009 como el partido que comprometió severamente a Federer en la creencia de que podría ganar contra Nadal en un Major. Mats Wilander propuso que Federer había desarrollado un bloqueo mental mientras jugaba contra Nadal y que su rivalidad se había vuelto unilateral y predecible después de este partido. El comentarista de Tennis Channel Justin Gimelstob se refirió a la derrota de Federer como un tipo de "daño colateral" en el que Federer no solo perdió un partido de tenis sino que también perdió su última fortaleza restante ante Nadal, habiendo perdido finales importantes para él en tierra batida, césped, y en pistas duras de manera sucesiva.
Como tal, muchos creían que la victoria de Nadal sobre Federer provocaría un cambio permanente en el ranking del tenis, ya que Nadal era claramente el jugador número 1 sobre Federer después de que el suizo había mantenido ese título durante más de cuatro años y medio consecutivamente con  Nadal es el segundo puesto por casi tres años de eso. Sin embargo, más adelante en el año, Nadal perdió por primera vez en Roland Garros contra Robin Soderling en la cuarta ronda. Soderling finalmente llegaría a la final, perdiendo ante Federer en sets corridos, quien al ganar Roland Garros por primera vez, completó el Grand Slam carrera e igualó el récord de Pete Sampras en ese entonces de 14 Grand Slam. Nadal luego se retiró de Wimbledon 2009 debido a una lesión en la rodilla, mientras que Federer, quien perdió ante Nadal en la final del año anterior, recuperó el título y volvió al número 1 del mundo en el ranking, desplazando a Nadal que cayó al número 2 como resultado de no poder defender el título de Wimbledon que ganó en 2008. Justo cuando Federer se recuperó durante el resto de 2009, Nadal regresaría de una lesión en 2010 para ganar 3 Grand Slams consecutivos, el Roland Garros, Wimbledon, y el US Open (completando su Grand Slam Carrera con solo 24 años de edad, siendo el más joven en lograrlo).

## Nadal y Federer post partido

### Durante la premiación
El partido todavía es considerado como una de las derrotas más devastadoras de Federer en su carrera. Durante el segundo discurso, Federer se encontró llorando mientras trataba de hablar. Quizá lo intente de nuevo más tarde, no lo sé. ¡Dios! esto me está matando", dijo Federer antes de desmoronarse y ponerse a llorar de forma desconsolada mientras recibía una ovación por parte de todo el público en el Rod Laver Arena. Nadal luego recibió la Norman Brookes Challenge Cup y se acercó a Federer dándole un abrazo, alentándolo a que volviera al micrófono. Federer dio un paso adelante y terminó su discurso: "No quiero tener la última palabra. Este chaval (Nadal) se lo merece. Entonces, Rafa, felicidades. Jugaste increíble. Te lo mereces", dijo Federer.
Nadal luego se dirigió a Federer mientras se acercaba al micrófono: "Bueno, antes que nada, perdón por hoy", le dijo a Federer. "Realmente sé cómo te sientes en este momento. Es realmente difícil. Recuerda, eres un gran campeón. Eres uno de los mejores de la historia". Durante su discurso, Nadal declaró además que Federer se recuperaría de la derrota para continuar y romper el récord de Sampras de catorce títulos de Grand Slam a su debido tiempo. Federer hizo exactamente eso en los siguientes dos torneos de Grand Slam, primero igualando el récord en Roland Garros y luego batiéndolo en Wimbledon al ganar su decimoquinto Grand Slam.

### Después del partido
Durante la conferencia de prensa posterior al partido, Federer admitió que jugó un quinto set muy por debajo de su nivel y sintió que el partido nunca debería haber ido a cinco sets. "Sabía que la duración del partido del viernes no le iba a afectar demasiado. No fue más fuerte al final. Aunque él estuvo sólido, yo hice un quinto set horrible y él jugó bien". A Federer se le preguntó además si creía que alguna vez podría vencer a Nadal en una final de Grand Slam nuevamente. Él respondió: "Sí, seguro. Creó que puedo ganarle, lo he creído hoy durante cuatro horas y media".

"Este es uno de los partidos de mi carrera en los que creo que tendría o debería haber ganado. Pero no puedes pasarte toda tu vida como profesional pensando en eso. Tienes que aceptarlo. Aunque cuando estás muy cerca, como en Wimbledon o aquí en Australia, la derrota duele más."—Roger Federer, Subcampeón del Abierto de Australia 2009—

El tío y entrenador de Nadal Toni luego se hizo eco de estas declaraciones y pensó que el partido debería haber terminado en tres o cuatro sets, y sugirió que Federer había perdido su creencia de ganar mientras se alargaba el partido contra Nadal. "La diferencia clave del partido fue que en el set final el nivel de Roger cayó y Rafa pudo mantener su nivel", dijo. Rafael Nadal declaró que sobrevivir al tercer set y ganarlo en un desempate fue el punto central del partido. "Ganar el tercero fue vital. Hubiera sido muy complicado si hubiera perdido ese set". Con respecto a las lágrimas de Federer durante la premiación, Nadal dijo que entendía lo que estaba sintiendo Federer.

"Por supuesto que nos puede pasar a todos. Fue un momento emotivo, y creo que esto también eleva el deporte, ver a un gran campeón como Federer expresando sus emociones. Muestra su lado humano. Pero en estos momentos cuando ves a un rival que también es un compañero, sintiéndose así, disfrutas un poco menos de la victoria."—Rafael Nadal, Campeón del Abierto de Australia 2009—

## Relacionados
- Final del individual masculino del Campeonato de Wimbledon 2007
- Final del individual masculino del Campeonato de Wimbledon 2008
- Final del individual masculino del Abierto de Australia 2017